# Nikola Lončar

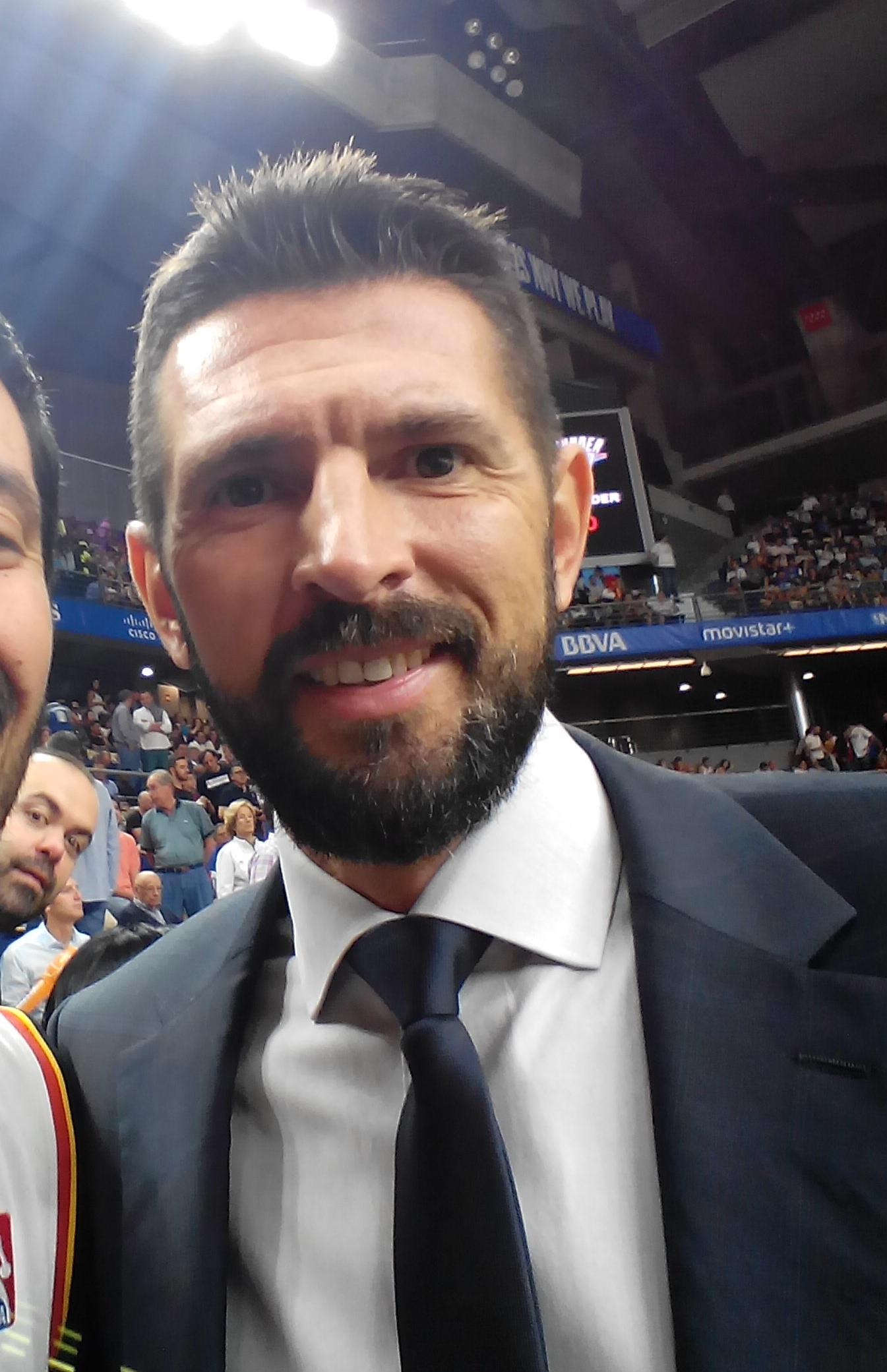

Nikola Loncar, född 31 maj 1972 i Kragujevac, dåvarande Jugoslavien, är en serbisk basketspelare som tog OS-silver 1996 i Atlanta. Detta var första gången Serbien och Montenegro inte spelade under IOC-koden YUG utan under SCG. Han har spelat för många lag under sin karriär.

## Lag
- KK Partizan (1989–1995)
- Real Madrid Baloncesto
- Pallacanestro Varese
- Paris Basket Racing
- Maccabi Tel Aviv
- Joventut Badalona
- CB Breogán
- CB Estudiantes
- Armani Jeans Milano